# Maella (higo)
Maella es un cultivar de higuera de tipo higo común Ficus carica, unífera (con una sola cosecha por temporada, los higos de otoño), con higos de epidermis con color de fondo verde amarillento, y con sobre color verde blanquecino. Se cultiva en la colección de higueras de Montserrat Pons i Boscana en Llucmajor, Islas Baleares.

## Sinonimia
- “Mallea”,[4][6][7]

## Historia
Actualmente la cultiva en su colección de higueras baleares Montserrat Pons i Boscana, rescatada de un ejemplar o higuera madre localizada en el predio "Míner" dentro de la colección de higueras propiedad de Josep Sacarès i Mulet. Es una variedad blanca y diferente de la 'Blanca de Maella' peninsular y de la 'Maellana' descrita por Antonio Flores Domínguez (La higuera, 1990).
La variedad 'Maella' parece ser una variedad de introducción moderna en el cultivo de las Islas Baleares, y no demasiado conocida.

## Características
La higuera 'Maella' es una variedad unífera de tipo higo común. Árbol de vigorosidad mediana y buen desarrollo, copa redondeada y muy poblada, de ramaje espeso y muy ordenado, con una nula emisión de rebrotes. Sus hojas son de 3 lóbulos en su mayoría, menos de 5 lóbulos (20%). Sus hojas con dientes presentes márgenes serrados recortados. 'Maella' tiene poco desprendimiento de higos, con un rendimiento productivo elevado y periodo de cosecha medio. La yema apical cónica de color amarillo.
Los frutos de la higuera 'Maella' son higos de un tamaño de longitud x anchura:38 x 40mm, con forma urceolada, que presentan unos frutos grandes, simétricos en la forma, uniformes en las dimensiones, de unos 33,236 gramos en promedio, cuya epidermis es de un grosor delgado, de textura fina, de consistencia blanda, color de fondo verde amarillento, y con sobre color verde blanquecino. Ostiolo de 2 a 5 mm con escamas medianas rojas. Pedúnculo de 3 a 5 mm cilíndrico verde amarillento. Grietas longitudinales finas y escasas. Costillas poco marcadas. Con un ºBrix (grado de azúcar) de 19 de sabor poco dulce, aguazoso, con color de la pulpa rojo. Con cavidad interna grande, con pocos aquenios pequeños. Los frutos maduran con un inicio de maduración de los higos sobre el 22 de agosto a 30 de septiembre. Cosecha con rendimiento productivo elevado, y periodo de cosecha medio.
Se usa en alimentación huamana. Difícil abscisión del pedúnculo y con mediana facilidad de pelado. Poco resistente al transporte, se desprende fácilmente del árbol cuando madura. Susceptibles a los accidentes climáticos, a la apertura del ostiolo, y al agriado.

## Cultivo
'Maella', se utiliza en alimentación humana tanto en fresco como en seco. Se está tratando de recuperar de ejemplares cultivados en la colección de higueras baleares de Montserrat Pons i Boscana en Llucmajor.